# Антоненко, Георгий Фёдорович
Георгий Фёдорович Антоненко (21 июля 1927 — 5 октября 1941) — разведчик-пионер, боец 264-го ОПАБ, 98-го стрелкового полка 10-й стрелковой дивизии, герой Великой Отечественной войны.

## Биография
Родился в Петергофе, его отец — старший лейтенант, погибший в советско-финской войне.
В начале Великой Отечественной войны проживал с матерью в Ораниенбауме. В августе 1941 года просил принять его в полковую разведгруппу, но получил отказ.
Благодаря своей находчивости, наблюдательности и сообразительности, разоблачил соседку как немецкую шпионку и был принят в полковую разведгруппу под командованием капитана Петра Сергеевича Огородникова.
5 октября 1941 года, в ходе разведоперации по ликвидации фашистской артиллерийской батареи, расположенной в районе деревни Троицкой, был смертельно ранен.

## Память
- Захоронен на мемориальном кладбище в п. Мартышкино.
- Улица Жоры Антоненко в Мартышкине (Ломоносов, Санкт-Петербург)